# II. Szulajmán perzsa sah
II. Szulajmán (Iszfahán, 1714 júniusa – Meshed, 1763 májusa) Perzsia névleges uralkodója 1749-től 1750-ig.
Szulajmán a Szafavida-dinasztiából származott, és az Afsárida Sáhruh perzsa sah elűzésekor ismerték el uralkodónak 1749-ben. 1750-ben azonban Sáhruh visszaállította a hatalmát, Szulajmánt pedig trónfosztották és megvakították. Még több mint 10 évet élt.

## Fordítás
- Ez a szócikk részben vagy egészben  a   Suleiman II of Persia című angol Wikipédia-szócikk fordításán alapul.  Az eredeti cikk szerkesztőit annak laptörténete sorolja fel. Ez a jelzés csupán a megfogalmazás eredetét és a szerzői jogokat jelzi, nem szolgál a cikkben szereplő információk forrásmegjelöléseként.

| Előző uralkodó: Sáhruh | Perzsia (Irán) sahja 1749 – 1750 (névleges uralkodó) | Következő uralkodó: Sáhruh, III. Iszmáíl |